# Guider
Guider (sau Guidder) este un oraș  în partea de nord a Camerunului, în provincia de Nord, aproape de granița cu Ciadul.

## Sport
Pe plan fotbalistic, localitatea este reprezentată de echipa Espérance FC, ce evoluează în eșalonul secund camerunez.